# Alžběta Šerberová
Alžběta Šerberová (23. srpna 1946 Příbram, Československo – 18. prosince 2021 Praha, Česko) byla česká spisovatelka a redaktorka. Psala mj. povídky s tématy z oblasti fantaskna, hororu a science fiction.
Vystudovala Střední průmyslovou školu elektrotechnickou (obor silnoproudá elektřina) a později Filozofickou fakultu Univerzity Karlovy. Živila se i jako myčka vagonů, mechanička šicích strojů, pokojská, uklízečka, listonoška, provozářka Obvodního podniku bytového hospodářství, korektorka zvuku v Divadle hudby a knihovnice v Obvodní knihovně v Praze-Žižkově.

## Dílo
- Dívka a dívka (1970)[1]
- Manekýnka (1974)[1]
- Prsten s kamejí (1974) – sborník povídek tří autorů, mimo A. Šerberové ještě Otakara Chaloupky a Blanky Ohlídkové
- K mé kávě tvá dýmka (1976) – sbírka povídek[1]
- Ptáci na zemi a ryby ve vodách (1979)
- Ta druhá (1993)
- Vítr v síti (1982) – sbírka povídek
- Žena v síti (1987)
- Sbohem, město M. (1991) – román z prostředí Mostu
- Poslouchali jsme Let It Be (2002) – sbírka povídek
- Nevěry (2005)